# تربتیچ (منطقه کرمریز)
تربتیچ (منطقه کرمریز) (به لاتین: Třebětice (Kroměříž District)) یک سکونتگاه مسکونی در جمهوری چک است که در Kroměříž District واقع شده‌است.

## خصوصیات
تربتیچ ۶٫۰۲ کیلومترمربع مساحت و ۲۸۹ نفر جمعیت دارد و ۲۰۴ متر بالاتر از سطح دریا واقع شده‌است.